# Stanislav Andreski
Stanislav Leonard Andreski, dans sa graphie polonaise Stanisław Andrzejewski, né le 8 mai 1919 à Częstochowa, Pologne,  et mort le 26 septembre 2007 à Reading, Royaume-Uni, est un sociologue anglo-polonais, connu principalement pour son livre Les sciences sociales, sorcellerie des temps modernes ?. 

## Biographie
Fils de commerçants polonais, Andreski grandit dans la ville de Poznań jusqu'au début de la Seconde Guerre mondiale. Mobilisé en tant qu'aspirant de l'armée polonaise lors de l'invasion de la Pologne, il fut fait prisonnier en 1939 par les Soviétiques. Il s'échappa en direction du Royaume-Uni et participa ensuite aux combats sur le front de l'Ouest contre les Allemands. 
Il étudie après la guerre à la London School of Economics où, par l'intermédiaire de Karl Mannheim, il découvre les travaux de Max Weber, qui fut sa plus grande influence intellectuelle. Il obtient son doctorat de sociologie en 1953 et co-fonde le département de sociologie de l'université de Reading en 1964, où il enseignera jusqu'en 1984. 

## Citation
Une citation de son livre Les sciences sociales, sorcellerie des temps modernes ? est l'exergue de l'introduction du livre Impostures intellectuelles de Jean Bricmont et Alan Sokal : 
« Tant que l'autorité inspire une crainte respectueuse, la confusion et l'absurdité renforcent les tendances conservatrices de la société. En premier lieu, parce que la pensée claire et logique entraîne un accroissement des connaissances (dont le progrès des sciences naturelles donne le meilleur exemple) et tôt ou tard la progression du savoir sape l'ordre traditionnel. La confusion de pensée [...] ne conduit nulle part en particulier et peut être indéfiniment entretenue sans avoir d'impact sur le monde. »